# Daniel Tvrzník
Daniel Tvrzník (* 16. listopadu 1973) je někdejší český lední hokejista, hrající na postu útočníka, a pozdější trenér tohoto sportu. Jeho bratrem je hokejista Martin Tvrzník.

## Život
S hokejem začínal v litoměřickém klubu. Během ročníku 1999/2000 nastupoval za klub z Ústí nad Labem, kde vydržel až do sezóny 2002/2003. Poté odešel na své první zahraniční angažmá, a sice do Itálie, do klubu Gherdëina. Celku se ale v soutěži příliš nedařilo a tak Tvrzník v Itálii odehrál pouze dvanáct zápasů, po nichž se vrátil zpět do ústeckého klubu. Ročník 2004/2005 strávil na svém druhém zahraničním působišti, a to v norském klubu Frisk Asker. Pak se vrátil do své vlasti a v ročníku 2005/2006 hrál za Hradec Králové a rovněž za Vrchlabí. Následně se pro sezónu 2007/2008 přesunul do jiného klubu s názvem Stadion, do Litoměřic. V něm vydržel po tři sezóny, než ukončil svou hráčskou kariéru.
Tou dobou již od sezóny 2006/2007 působil jako trenér v litoměřickém celku. Vydržel zde až do října 2022. Během svého zdejšího působení vedl jak výběry do 18 let, tak juniory či především litoměřické muže. Několikrát zastával také post sportovního manažera. Když byl v polovině října 2022 odvolán z postu hlavního trenéra pražské Slavie odvolán Jiří Veber, oslovilo vedení pražského klubu Tvrzníka, aby se stal novým koučem jejich celku a Tvrzník i vedení litoměřického celku souhlasili. Od 17. října 2022 byl Tvrzník hlavním trenérem HC Slavie Praha v listopadu 2023 byl z funkce odvolán na asistenta trenéra.